# Lesonice (Znojmói járás)
Lesonice település Csehországban, a Znojmói járásban. Lesonice Olbramovice, Kadov, Rybníky, Bohutice, Petrovice, Moravský Krumlov és Miroslavské Knínice településekkel határos. Lakosainak száma 256 fő (2024. január 1.).

## Népesség
A település lakosságának változását az alábbi diagram mutatja:
| Lakosok száma | 265  | 300  | 408  | 342  | 281  | 178  | 228  | 237  | 242  | 256  |
|               | 1869 | 1890 | 1921 | 1950 | 1980 | 2001 | 2017 | 2019 | 2022 | 2024 |